# Otacilia maliu
Otacilia maliu (лат.) — вид аранеоморфных пауков рода Otacilia из семейства Phrurolithidae.

## Распространение
Встречаются в Китае (Сычуань, Chongzhou County, Wenjingjiang Town, Anzihe Conservation Area, Maliugou; 30°46.790′N, 103°13.530′E, на высоте 1692 м).

## Описание
Мелкие пауки, длина тела около 3 мм. Карапакс жёлтый, радиальные полосы отчетливо выражены у фовеа. Брюшко белое, с небольшим и узким дорсальным скутумом, парой черных треугольных и четырьмя шевронными полосами сзади. Ноги желтые. Этот вид похож на Otacilia hamata (Wang, Zhang & Zhang, 2012) сходным эмболусом и дорсальным голенным апофизом, но может быть распознан по: 1) слабо выступающему бедренному апофизу (против сильно выступающего), 2) более широкому ретролатеральному голенному апофизу с вершиной пролатерального края, складывающейся внутрь (против тонкого и не складывающегося), 3) близко расположенные сперматеки (против четко разделенных) и 4) меньшие круглые копулятивные отверстия (против больших и дугообразных). Наземные пауки, обитающие в опавших листьях на лесной подстилке.

## Таксономия и этимология
Вид был впервые описан в 2023 году группой китайских арахнологов (Yannan Mu, Feng Zhang; Hebei University, Баодин, Хэбэй, Китай) по материалам из Китая. Видовое название образовано от местонахождения вида (Maliugou).